# 김주성 (2002년)
김주성(한국 한자: 金珠成, 2002년 5월 22일 ~ )은 대한민국의 축구 선수로, 포지션은 풀백이다. 현재 K리그2 충남 아산 FC 소속이다.